# Mark Weiss
Mark Weiss es un fotógrafo estadounidense, reconocido por su trabajo con bandas de rock especialmente en los años 1980.

## Carrera
Su primer trabajo oficial como fotógrafo fue una fotografía del cantante de Aerosmith, Steven Tyler, la cual apareció en la edición de 1978 de la revista Circus. Su obra ha sido publicada además en otras revistas como Rolling Stone y FACES. Ha fotografiado a personalidades del género como Los Rolling Stones, Kiss, Madonna y Bon Jovi, entre otros.

## Fotografías famosas de Weiss
- 1984 Twisted Sister, Stay Hungry, portada
- 1986 Bon Jovi, Slippery When Wet, portada
- 1994 Bon Jovi, Dry County, portada del sencillo
- 1998 Lynyrd Skynyrd, Lyve from Steel Town
- 1999 38 Special, Live at Sturgis, portada
- 1999 Dokken, Erase the Slate, portada
- 2000 Christina Aguilera, Mi reflejo, portada
- 2001 Bon Jovi, One Wild Night Live 1985-2001, portada
- 2002 Natural, Let Me Count the Ways, portada del sencillo
- 2002 Kelly Osbourne, Shut Up, portada
- 2003 Slayer, War at the Warfield, portada del DVD
- 2007 Gwen Stefani, The Sweet Escape, portada del sencillo